# Араташен (поселение)
Араташен (англ. Aratashen settlement) —  поселение эпохи неолита, расположенное примерно в 40 км к западу от Еревана и в 1,5 км к юго-западу от Вагаршапата в излучине реки Касах, впадающей в Аракс.                 

## Исследование
В Армении несколько поздненеолитических памятников были зарегистрированы в Араратской долине между 1960-ми и 1980-ми годами. Однако только раскопки последних пятнадцати лет (например, Араташен, Акнашен-Хатунарх) дали относительно полную картину поздненеолитического периода в этом регионе. Памятники VI тысячелетия до н. э. в бассейнах рек Аракс и Кура можно считать однородным комплексом Араташен-Шулавери-Шомутепе из-за сходства их материальной культуры. Это самая ранняя из известных в настоящее время культур Южного Кавказа, основанная на производящей экономике, давшая первые зафиксированные примеры строительства домов, производства керамики и обработки металла.
Центральная часть участка состоит из небольшого эллиптического возвышения (размытия) размером около 90 x 60 м, которое доминирует над окружающей равниной на высоте максимум 3 метра, на абсолютной высоте 852 метра. Толстый аллювиальный слой гальки, остаток древнего и обширного разлива Касаха, покрывает непосредственную близость размытия.
Геологи и археологи сегодня сходятся во мнении, что заселение Араташена, без сомнения, продолжалось и после периода, представленного уровнями I-III. В начале раскопок было обнаружено, что эти более поздние уровни сегодня полностью исчезли, частично став жертвами недавних работ по выравниванию в сельскохозяйственных целях, но в основном из-за длительной естественной эрозии размыва; продукты этого разрушения накопились у подножия возвышенности в толстом слое почти в 1 м, где была обнаружена обильная керамика эпохи халколита, обнаруженная в 1999 и 2000 годах в пробных траншеях C и J. Это смещенное и накопленное свидетельство уровня заселения, которого сегодня больше нет, таким образом объясняет дефицит керамики того же периода в верхней части размыва
Анализы обугленных останков и отпечатков мякины в pisé (сырцовый кирпич) из неолитических поселений Араташен и Акнашен, показывают, что голый ячмень и, возможно, голая (свободномолотая) пшеница вместе с полбой и лущеным ячменем были обычным явлением. Два менее известных крестоцветных, Camelina microcarpa (рыжик) и Alyssum desertorum (алиссум), были обнаружены в виде остатков переработки урожая. 